# Dvajsetletna anarhija
Dvajsetletna anarhija je zgodovinopisni izraz, ki se uporablja za opis obdobja akutne nestabilnosti Bizantinskega cesarstva, ki ga je zaznamovalo hitro menjavanje cesarjev med prvo odstavitvijo Justinijana II. leta 695 in vzponom Leona III. Izavrijca na prestol leta 717. Z njim se je začelo obdobje vladavine Izavrijske dinastije, ki je trajalo do leta 802. 

## Justinijan II. in uzurpatorji (685–711)
Despotska in vse bolj nasilna vladavina Justinijana II. (prvič vladal 685–695) je naletela na precejšnje nasprotovanje in nazadnje izzvala upor, ki ga je leta 695 vodil Leoncij (vladal 695–698). Uporniki so Justinijana izgnali na Krim. Začelo se je obdobje nestabilnosti in anarhije s sedmimi cesarji v dvaindvajsetih letih.
Leoncij je bil sprva priljubljen, vendar je izguba Kartagine kmalu uničila njegov ugled. Ivan Patricij, ki je vodil ladjevje proti Kartagini, je osvojil izgubljeno mesto, potem pa se je moral pred okrepljeno omajadsko vojsko leta 698 umakniti na Kreto. Častniki, ki so se bali cesarjevega maščevanja za poraz, so Ivana Patricija ubili in za cesarja izvolili Tiberija. Tiberij III. je še istega leta strmoglavil Leoncija in vladal do leta 705. Tiberiju je uspelo okrepiti vzhodno mejo in obrambo Konstantinopla, medtem pa je Justinijan načrtoval vrnitev na prestol. Po sklenitvi zavezništva z bolgarskim kanom Tervelom mu je uspelo zavzeti Konstantinopel in usmrtiti Tiberija in Leoncija. 
Justinijan je nato vladal še nadaljnjih šest let (705–711). Njegovo ravnanje s Tiberijem in njegovimi podporniki je bilo brutalno, vladanje pa despotsko in okrutno. Na vzhodu je izgubil ozemlje, ki ga je pridobil Tiberij, in papežu vsilil svoje poglede na vero. Leta 711 se je soočil z uporom, ki ga je vodil Filipik Bardan (vladal 711–713). Uporniki so Justinijana ujeli in ga skupaj s sinom in socesarjem Tiberijem (sovladal 706-711) usmrtili, s čimer so uničili Heraklijsko dinastijo. Justinijan II. je ukinil zgodovinsko vlogo konzula in jo združil s cesarjevo, s čimer je okrepil ustavni položaj cesarja kot absolutnega monarha.

## Filipik Bardan (711–713)
Filipikov upor je presegel politične okvire in se razširil na vero. Novi cesar je odstavil patriarha Kira, ponovno vzpostavil monoteletstvo in razveljavil sklepe Šestega ekumenskega koncila, kar je odtujilo cesarstvo od Rima. Bolgari so z vojsko prodrli do obzidja Konstantinopla in s svojim pritiskom omogočili Arabcem vdor v vzhodno Anatolijo. Njegova vladavina se je končala z uporom vojske in odstavitvijo. Na prestolu ga je zamenjal  Anastazij II. (vladal 713–715). 

## Anastazij II. (713–715)
Anastazij II. je obrnil versko politiko svojega predhodnika in se odzval na arabske napade na  morju in kopnem, ki so leta 714 dosegli Galatijo. Vojska Obsikijske teme, ki ga je postavila na prestol, se mu je uprla in razglasila novega cesarja. Šest mesecev je oblegala Konstantinopel in na koncu prisilila Anastazija na beg. 

## Teodozij III. (715–717)
Vojska upornikov je za novega cesarja razglasila Teodozija III. Novi cesar se je zelo kmalu soočil z arabskimi pripravami na obleganje Konstantinopla (717-718) in moral poiskati pomoč pri Bolgarih. Leta 717 se je soočil z uporom v Anatolski in Armenski temi  in se odločil odstopiti. Nasledil ga je Leon III. (vladal 717–741), ki je končal krog nasilja in nestabilnosti. 

## Zaključek
Presenetljivo je, da je Bizantinsko cesarstvo uspelo preživeti glede na notranje težave in hitrost, s katero je pod arabsko grožnjo propadlo Sasanidsko cesarstvo, in dejstvo, da je bilo ogroženo na dveh frontah hkrati. Vse to jim je omogočila dobra vojaška organizacija znotraj cesarstva in frakcijski boji na arabski strani.